# اماد دیالو
اماد دیالو ترائوره (به انگلیسی: Amad Traoré) بازیکن فوتبال اهل ساحل عاج است که برای باشگاه منچستریونایتد بازی می کند.
دیالو در ساحل عاج متولد شد و در کودکی به ایتالیا نقل مکان کرد. او در سال ۲۰۱۵ به آکادمی جوانان آتالانتا پیوست و در آنجا دو قهرمانی کمپیوناتو پریماورا ۱ را به دست آورد. او در اولین بازی خود برای تیم بزرگسالان در سال ۲۰۱۹ گلزنی کرد و اولین بازیکن متولد سال ۲۰۰۲ بود که در سری آ گلزنی کرد. دیالو در سال ۲۰۲۱ به باشگاه انگلیسی منچستریونایتد پیوست و یک سال بعد به رنجرز و ساندرلند قرض داده شد. دیالو اولین بازی ملی بزرگسالان خود را برای ساحل عاج در مسابقات مقدماتی جام ملت‌های آفریقا سال ۲۰۲۱ انجام داد.